# Adeonella cracens
Adeonella cracens är en mossdjursart som beskrevs av Hayward och Cook 1979. Adeonella cracens ingår i släktet Adeonella och familjen Adeonellidae. Inga underarter finns listade i Catalogue of Life.